# Castell de Montclar (Pontils)
|  | Per a altres significats, vegeu «Castell de Montclar». |

El castell de Montclar és un edifici de Pontils declarat bé cultural d'interès nacional. Es troba a prop del cim de la serra del Montclar (948 m).
Està en ruïnes. Té restes de murs de la torre rodona i l'església romànica de Sant Miquel, on en dates assenyalades es puja a fer romiatge. Des de dalt es té una vista panoràmica, i es diu que en els dies de bona visibilitat es veu el mar amb uns binocles.

## Història
La primera referència al castell de Montclar es remunta a 1013, quan el bisbe Borrell de Vic i el seu nebot Sal·la assignen el castell de Barberà dins el seu terme jurisdiccional. En morir Borrell i Sal·la, el castell passa a mans del fill d'aquest darrer, de nom Guillem, que el posseeix fins al 14 de maig de 1030.
Aquest dia, l'adquireix Arnau d'Odó, que el ven a Bernat Sendred el 1033. El fill d'aquest, anomenat Bernat Oliver, el cedeix a Ramon Arnau el 1057, juntament amb el castell de Biure. En aquest document de compravenda, s'especifica les obres de condicionament de la torre que haurà de realitzar Ramon Arnau.Durant el segle XII, el castell passa a dependre de la família Cervelló, que el 1145 posseeixen el feu en representació dels comtes de Barcelona. Durant la segona meitat de la centúria, també senyoregen el castell els Queralt, els Montagut i els Clariana. No obstant això, segons Francesca Español, els descendents de Bernat Sendred encara en conservaven els drets i compartin la titularitat del castell amb els successius Senyors. El 1184, Arnau de Benviure, net de Bernat Oliver, va retornar la potestat dels castells a Alfons el Cast.
El 1200, Pere el Catòlic va cedir els castells de Pontils, Montagut i Montclar a Berenguera de Querol amb la condició que no prestés ajuda al seu fill, Ramon Alamany I, que mantenia un conflicte amb el monarca. El 1245, Gueraula de Querol va vendre el castell de Valldosera (dins el terme del castell de Montclar) a la comanda templera de Barberà.